# Argostemma laxum
Argostemma laxum är en måreväxtart som beskrevs av Geddes. Argostemma laxum ingår i släktet Argostemma och familjen måreväxter. Inga underarter finns listade i Catalogue of Life.